# Cresap Mound
Cresap Mound (46MR7) is een archeologische site met een mound van de indiaanse Adenacultuur in Marshall County in het noorden van West Virgina in de Verenigde Staten.
De Cresap Mound ligt 6,5 mijl ten zuiden van Grave Creek Mound.
In 1959 deed dr. Donald Dragoo, de curator van de Section of Man aan het Carnegie Museum, opgravingen in Cresap Mound en groef daarbij een skelet op van 7.04 feet (2,15 m). Het flinke kaakbeen classificeerde hij als de 'Adena Jaw'.
Dragoo publiceerde een boek over zijn vondsten en daarin was een foto opgenomen van het betreffende skelet. Het bovenste deel van het skelet was verbrand.
Dragoo schreef:
'This individual was of large proportions. When measured in the tomb his length was approximately 7.04 feet. All of the long bones were heavy and possessed marked eminences for the attachment of muscles.' (Dit individu was proportioneel groot. Gemeten in het graf was zijn lengte ongeveer 2,15 m. Alle lange botten waren zwaar en hadden duidelijke kenmerken voor de aanhechtingen van spieren.)
Over de Adena schreef Dragoo: 'Twee opmerkelijke kenmerken zijn herhaaldelijk voor deze groep genoteerd. Een is de uitstekende en grote kin, vaak met prominente tweezijdige uitpuilingen. Het tweede kenmerk is de grote lengte van de mannen en van sommige vrouwen. Niet alleen was dit Adena volk lang, maar ook de zwaarte van de botten geven aan dat het om krachtig gebouwde individuen gaat. In het algemeen was het hoofd groot met een grote schedelcapaciteit.' (Mounds for the dead)